# Basiliek van de H. Liduina en Onze-Lieve-Vrouw van de Rozenkrans
De Basiliek van de H. Liduina en Onze Lieve Vrouw van de Rozenkrans is een neogotische rooms-katholieke kerk in Schiedam, gebouwd in de periode 1878-1881. De kerk is lokaal bekend onder de namen Singelkerk en St. Liduinabasiliek. Het is een ontwerp van Evert Margry, een leerling van P.J.H. Cuypers. De kerk is gewijd aan de Heilige Liduina van Schiedam

## Geschiedenis
De kerk werd in 1881 als bijkerk van de Sint Jan de Doperkerk aan de Lange Haven in gebruik genomen. Bij het 50-jarig bestaan in 1931 werd bij de kerk een Heilig Hartbeeld geplaatst. Na de sloop van de oude Liduinakerk aan de Nieuwe Haven in 1968 werd de verering van Sint Liduina overgebracht naar de huidige kerk. Op 18 juni 1990 is de kerk door paus Johannes Paulus II verheven tot Basilica minor.

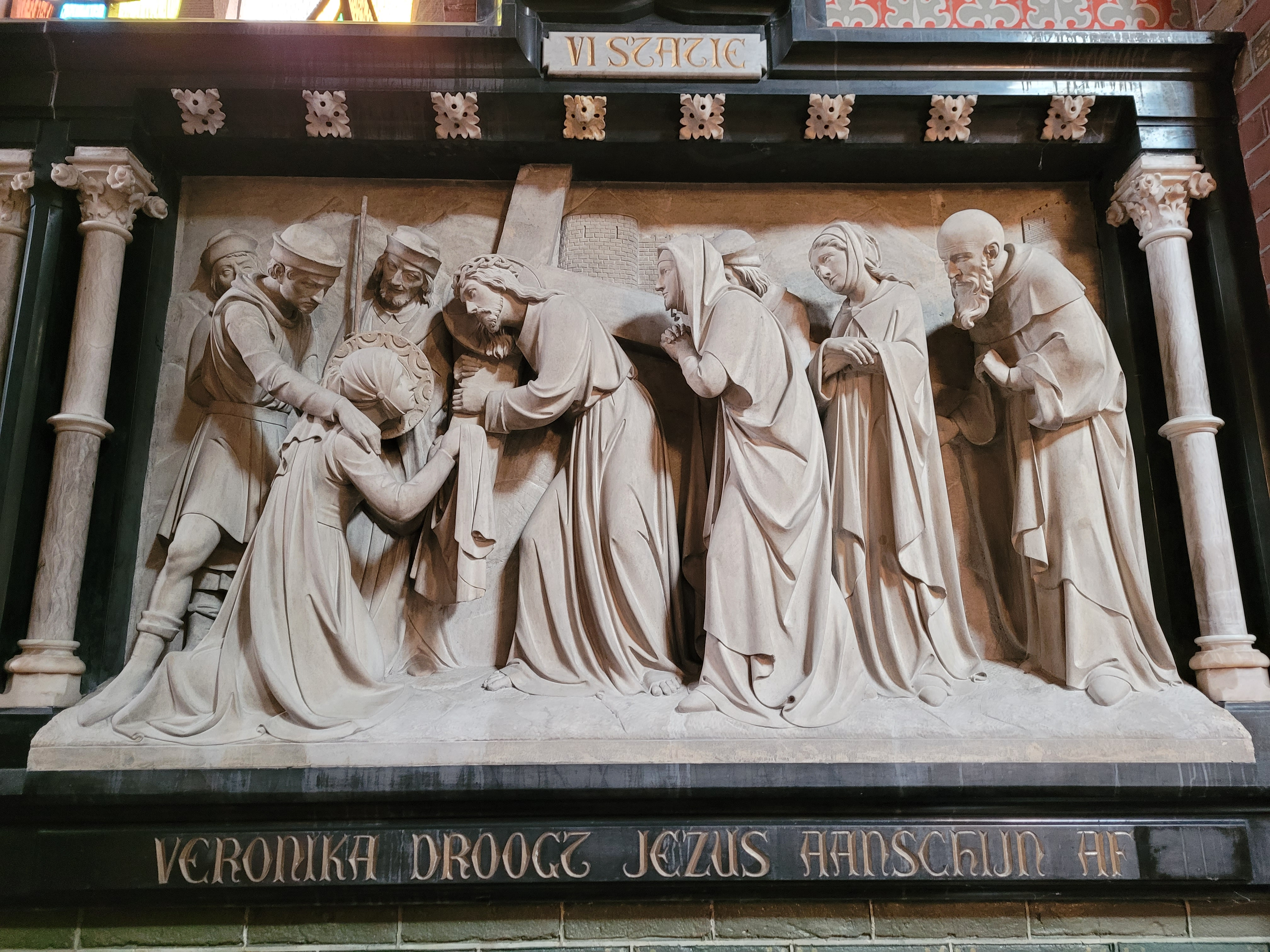
Een van de kruiswegstaties

Binnenin vormen de gebeeldhouwde kruiswegstaties een bijzondere verfraaiing van deze kerk. Ze zijn vervaardigd tussen 1895 en 1901 door de beeldhouwer A.F. Peeters uit Antwerpen. Ze werden geschonken door het welgestelde echtpaar Van der Burg-Straathof, die ook de grond voor de bouw van de kerk hadden geschonken. Het normale aantal staties is 14, maar hier zijn er om bouwkundige en esthetische redenen twee aan toegevoegd, zodat er in totaal 16 staties zijn.
De bouwkundige staat van het kerkgebouw maakte een grondige restauratie van 1994 tot 1999 noodzakelijk. In het gebouw bevindt zich het enig overgebleven elektromechanische orgel in Nederland. Dit orgel is in de periode 2000-2001 geheel gerestaureerd.

## Liduina van Schiedam
In de basiliek bevinden zich de relieken van Liduina van Schiedam.
In de kerk is ook de oorspronkelijke grafsteen opgericht, die het graf van de heilige Liduina dekte ten tijde dat zij in de Sint-Janskerk in het centrum van Schiedam begraven lag. Tijdens de reformatie werd de steen door bezorgde katholieken omgedraaid, zodat deze onherkenbaar was en ongeschonden zou blijven. Zodoende is de steen goed bewaard gebleven. Deze is nu verticaal bevestigd tegen een muur in de basiliek.

## Afbeeldingen

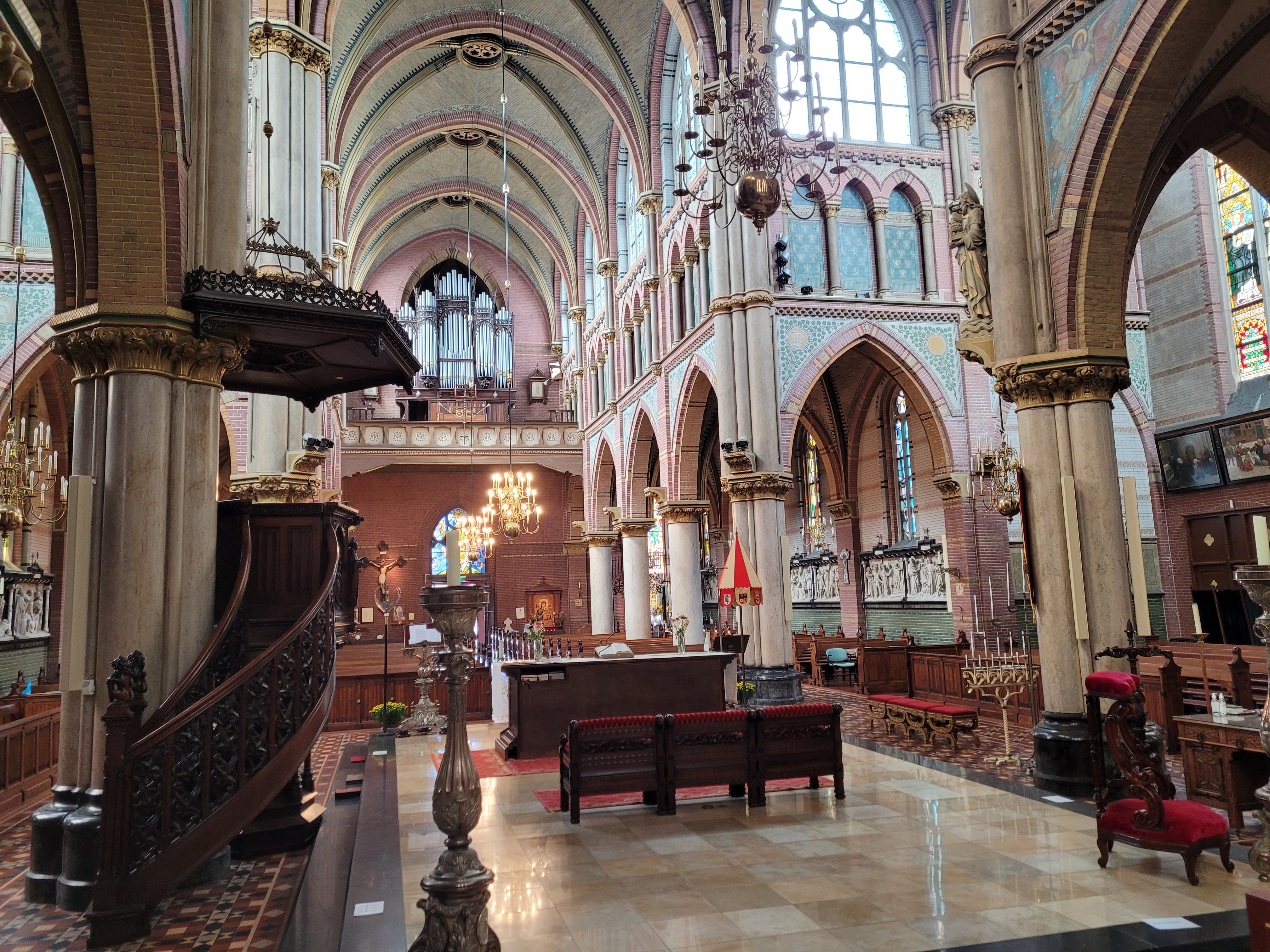
Interieur, met het middenaltaar
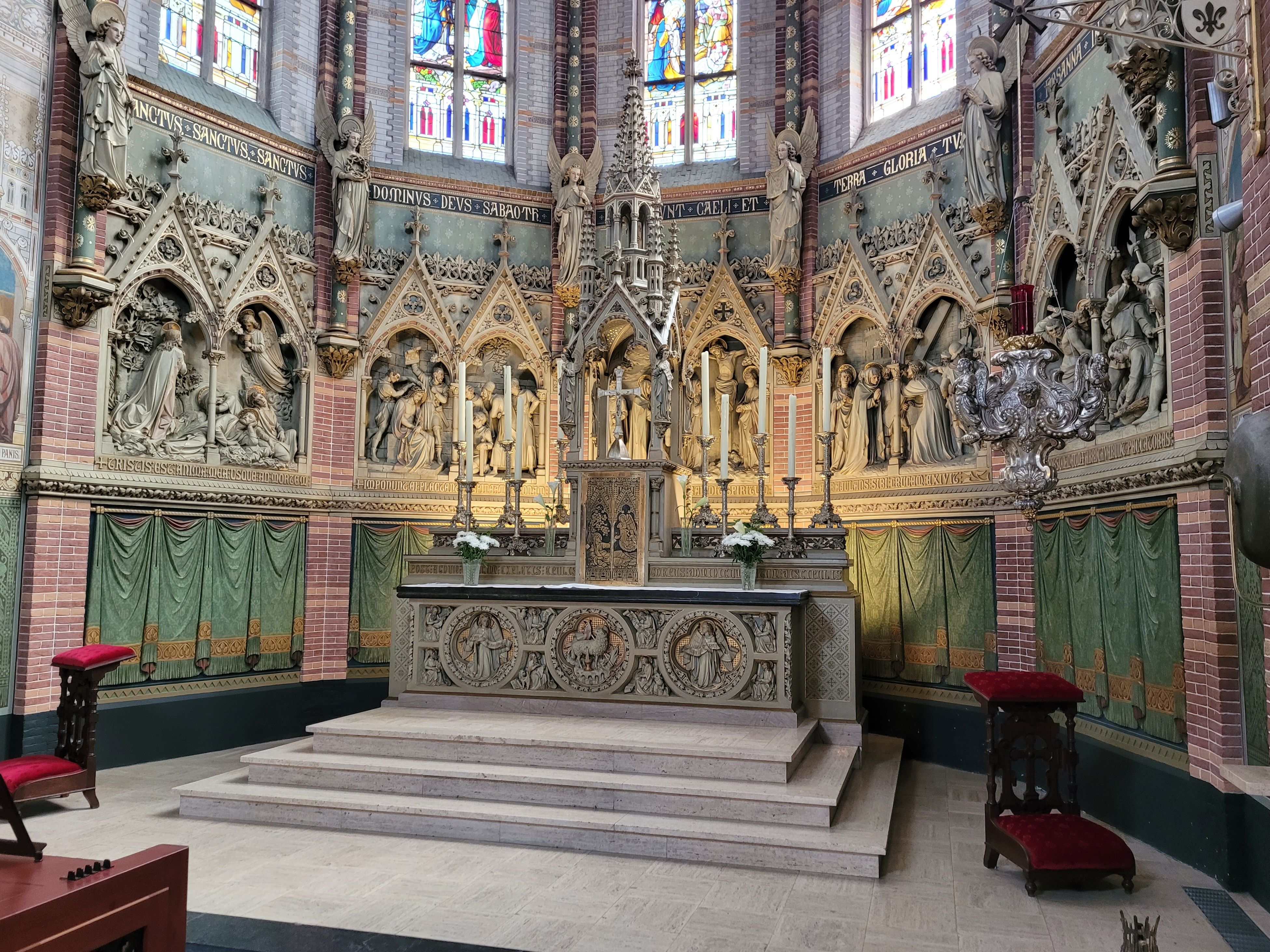
Hoogaltaar met erachter de gebeeldhouwde Rozenkransmysteries
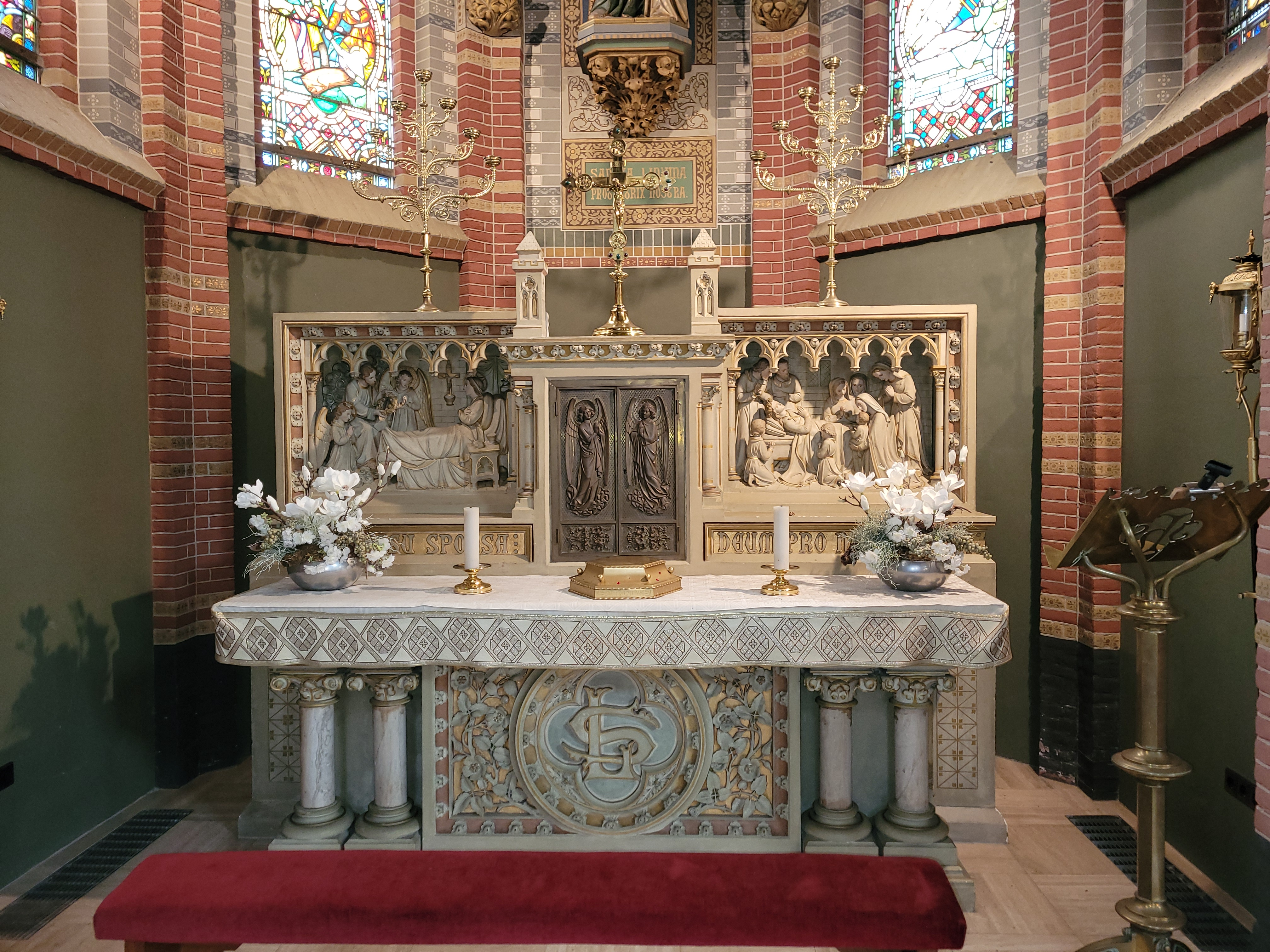
Het aan Liduina gewijde altaar in een van de apsissen
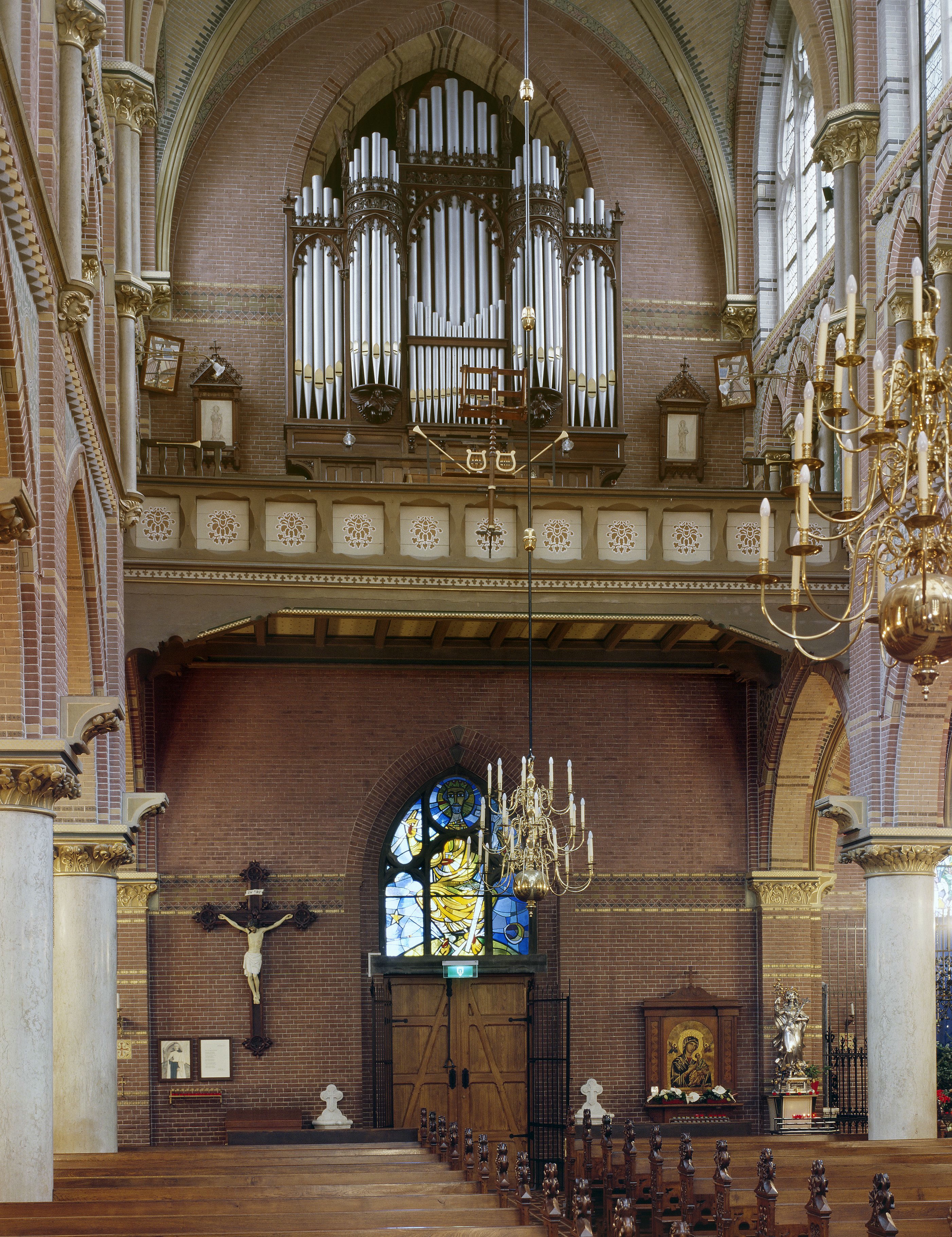
Het orgel (bron: RCE)
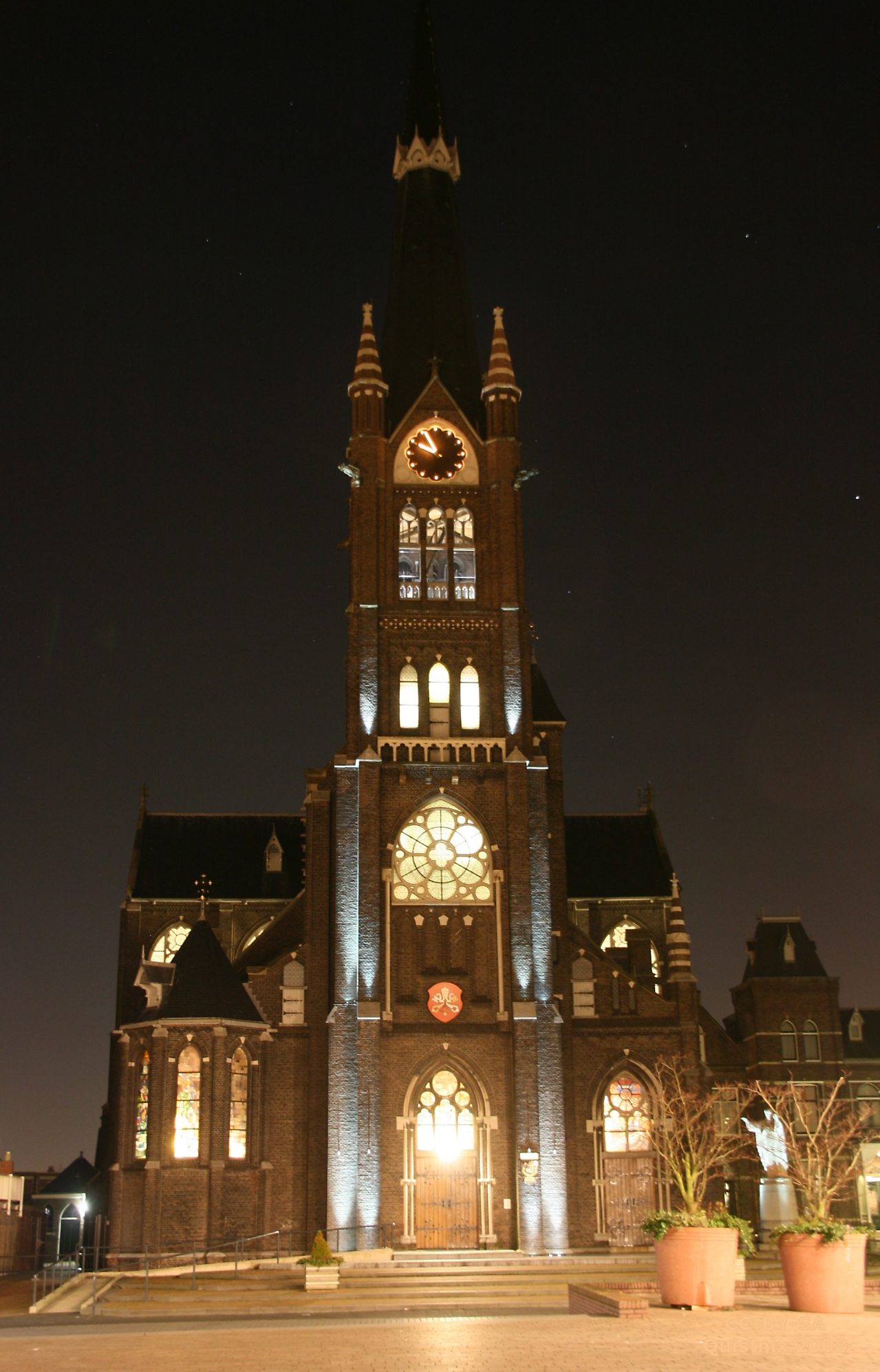
De basiliek bij avond
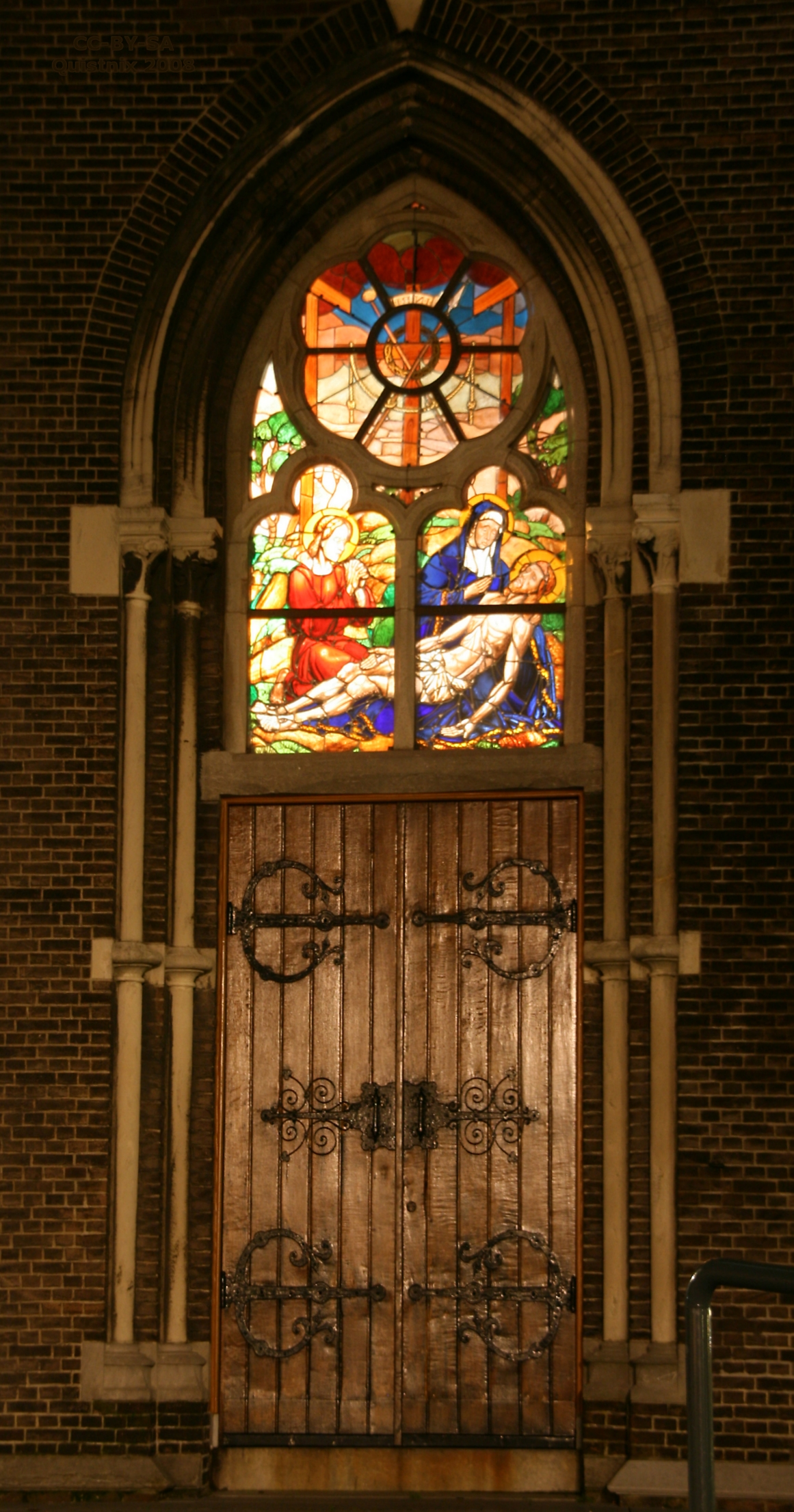
Deur met gebrandschilderd raam
Wapen van de Basiliek